# 村松志保子
村松 志保子（むらまつ しほこ、1854年〈安政元年7月23日〉 - 1922年〈大正11年〉1月26日）は、日本の医師、助産師。日本の明治期以前までの出産の危険性を憂いて、自ら産婆（助産師）になると共に、産婆学校を起こして後進の育成を図った。経験の身に頼っていた「産婆」に代わり、近代的な知識と技術を兼ね備えた「助産師」の誕生となる道筋を作った人物であり、「助産師の母」とも呼ばれる。実業家の山田宗有（山田寅次郎）は従姉弟（志保子の母の弟の子）、ロシア学者の八杉貞利は甥（妹の子）にあたる。

## 経歴

### 誕生 - 少女期
沼田藩藩医の村松玄庵の長女として、江戸藩邸（東京都港区）で誕生した。3代にわたって御殿医を務めた家の生まれであった。また母は沼田藩の家老を父に持つ女性であり、最上流階級の家系の生まれといえた。
幼少時より聡明であり、孔子や孟子といった中国の学者の書や、儒教の経書などで学問に励んでいた。6歳のとき、沼田藩主の土岐頼知の正室の萬千に仕えた。当時の沼田藩は文学が盛んであったが、学者が少なかったため、志保子は土岐頼知により学問を奨励され、萬千にも寵愛された。

### 医学の道へ
1870年（明治3年）より、御殿医である父から漢方医学と鍼を学んだ。村松家には、志保子より先に男児が3人いたが、3人ともすでに早世し、他に父の医術を継ぐ男児がいなかったことで、志保子は女医を志した。
1873年（明治6年）に、医師の男性を婿に迎えた。結婚後も医術や英書の勉強を続けた。

### 産婆学への転身 - 後進の育成
1876年（明治9年）、志保子の妹が産褥熱で死去した。当時はまだ、出産は命がけであり、出産により母親が死亡することも珍しくなかったのである。このことで志保子は産婆学の重要性を痛感して、産婆を志した。1876年（明治9年）から1881年（明治14年）まで、桜井学校で算術と漢学を、済生学舎で西洋医学を学んだ。加えて、維新後の日本で初めて設立された公立の西洋産婆養成所である東京府病院産婆教授所で、1879年（明治12年）から1881年（明治14年）まで学んだ。この最中の1880年、夫が花街で散財していたことで離婚した。
同1881年に「安生堂医院」を開設した。これは日本の女医第1号とされる荻野吟子の医術開業試験合格（1885年）に先駆けてのことである。志保子は医術開業免許はなかったが、父が開業医師で内外科免状も持っていたため、産院の要件は満たしていた。この医院では、多くの弟子が養成された。
さらに1882年（明治15年）に女学校として「淑女館」を開校し、英学、漢学、算術、習字、裁縫、唱歌、茶の湯、挿花などを教え、女性の地位を向上を図った。1885年（明治18年）には東京産婆会の第六支部会長となり、本部の幹事にも選出された。
1886年（明治19年）には「安生堂産婆学校」を設立し、高等小学校を卒業した20歳以上の女子を対象として、産婆学と実地を教えた他、英学や漢学も教えた。この産婆学校には、産婦を入所させる産室も併設されていた。

### 慈善事業
1890年（明治23年）には貧しい妊婦のために産院特設施療室が設けられ、貧富の差別なく、女性の出産への支援を行った。この行いに対しては、多くの著名人や団体から支援が得られ、皇室や、当時のロシア皇太子であるニコライ2世からも金銭的な支援があった。
同1890年5月28日、東京産婆会の副会長に選出された。翌1891年（明治24年）には同会を辞職し、「江東産婆会」（後に江東産婆組合と改称）を起こし、自ら会長に就任した。東京産婆会を離れた理由には、同会が慈善事業に消極的であったことや、会長派や副会長派の対立などが理由として考えられている。
1892年（明治25年）には読売新聞で、東京府で活躍する女性を16分野に分けて投票募集する「十六名媛」で、産医家としてトップで当選した。

### 晩年
明治末期から大正初期にかけての志保子の生涯は、資料が少ないために明らかにはなっていないが、事業は順調であり、健康状態も特に問題はなかったものと見られている。
先述の志保子の妹の子（志保子の甥）はロシア学者の八杉貞利であり、貞利は母に次いで父も喪ったこともあって、伯母の志保子とは実の親子同然の交流があり、彼の日記にある程度、志保子の最晩年が記録されている。それによれば、1922年（大正11年）1月22日、貞利は志保子に逢う機会があり、志保子の顔色は悪く、腫れが見られた。1月23日に急性肺炎の知らせが入り、26日には重篤に陥った。自分の母に対して「早くてお気の毒」と言い遺したのが最期の言葉となり、1922年1月26日、67歳で死去した。
同1922年4月、東京都台東区の谷中墓地に、両親の墓碑に囲まれて「村松志保子碑」が建てられた。碑文には「二十三年産院を興して施療室を特設し、貧困妊婦を収容す。これ本朝産院の嚆矢たり」と刻まれている（二十三年は明治23年、本朝とは日本のこと）。

## 没後
志保子の業績は没後から20世紀末まで、広く知られてはいなかった。これには死去の翌年、1923年（大正12年）9月に起きた関東大震災により、資料が焼失したことが一因とみられている。1999年（平成11年）より、墨田区文化財調査員である原島早智子が、志保子の子孫からの聞き取り、新聞記事の調査などを行ったことで、生涯が次第に明らかになった。同時に、日本の産院は1891年（明治24年）の佐伯理一郎の京都産院が最初と長らく考えられていたが、その前年の1890年（明治23年）に志保子の産院が設けられていたことが明らかとなった。

村松志保子顕彰碑（右）、ブロンズレリーフ（左）

これらの調査活動を通じて、2004年（平成16年）4月に「村松志保子研究会」が発足した。さらに2005年（平成17年）1月には、志保子の功績を後世に伝えることを目的とした「村松志保子助産師顕彰会」が誕生し、全国の助産師の顕彰、支援活動が展開されている。助産師活動の発展に努める人物や団体には表彰として、顕彰会より「村松志保子賞」が贈られている。
同2005年1月、先述の谷中墓地の「村松志保子碑」に、顕彰会により志保子の功績への感謝を示す案内プレートが設置された。同2005年3月に顕彰会により、志保子が医院を開いた地である東京都墨田区に、安産を見守る記念碑として「村松志保子顕彰碑」が建立された。
2012年（平成24年）5月には顕彰会の活動の一環として、日本で助産師の神を祀る唯一の神社である愛媛県松前町の高忍日売神社に、志保子の功績を称える石碑として「母子と助産師の碑」が建立された。また同2012年7月には村松志保子研究会により、彫刻家の田畑功による志保子のブロンズレリーフが、顕彰碑と同じ東京都墨田区に設置された。

## 人物・評価
良家の生まれであり、歌、書、華道など諸芸にも優れた。志保子の父は貧しい人から医療費を取らない人物であり、その姿勢は志保子の生涯に強い影響を与えた。また志保子は従妹弟の山田宗有（山田寅次郎）とも仲が良く、志保子の慈愛精神は、寅次郎にも影響を受けていた。また、かつて学んだ済生学舎の医学校長である長谷川泰は、貧しい人々に尽くしたことで知られており、志保子の慈善事業は、長谷川に影響を受けたものとも考えられている。
当時の新聞では、志保子の人柄は、穏やかで上品で大らかな心を意味する「温雅磊落（おんがかいらく）」と報じられている。しかし妹について「志保子と違っておとなしい」との証言もあること、自立の志を持ち続けて一つのことをやり遂げたことから、志保子はしっかりとした女性だったともみられている。
豊かな教養基礎教育を納めた上に、専門的学問として東洋・西洋の双方の医学を修め、さらに貧富の差なく妊婦を支援したことは近年の母子福祉にも通じることから、日本助産師会の副会長である岡本喜代子は、志保子を「日本の助産師の歴史を塗り替えた」「先駆的、自律的助産師」「現代の我々助産師を勇気づけ、将来に渡っても助産師の先達として存在意義が増していく、助産師会のリーダー」として評価すると共に、助産師のみならず女性の自立の観点や、女性史の歴史面においても高く評価している。